# Open Shell
Open Shell, conosciuto fino al 2017 come Classic Shell, è un software per Microsoft Windows che fornisce elementi dell'interfaccia utente destinati a ripristinare funzionalità familiari dalle versioni precedenti di Windows. Si concentra sul menu Start, Esplora file e Internet Explorer, i tre principali componenti. Classic Shell può fungere da sostituto del menu Start per i sistemi Windows 8, Windows 8.1, Windows 10 e Windows 11.

## Storia
Sviluppato da Ivo Beltchev, è stato rilasciato per la prima volta nel 2009 e da allora è stato scaricato centinaia di milioni di volte. Il software è nato come strumento per uso personale. Il primo componente del software è il menu Start, che si è evoluto fino a diventare un launcher personalizzabile che integrava anche una casella di ricerca e altre funzionalità di Windows 7. Gli altri componenti (Explorer e IE) sono apparsi più tardi. Cessato lo sviluppo da Ivo nel dicembre 2017, il codice sorgente del progetto è stato rilasciato. Nel 2018 un team lo ha raccolto su GitHub, dove ora è possibile trovare il progetto, e hanno ripreso lo sviluppo del software. Classic Shell è rilasciato come gratuito e open source con licenza MIT. Da agosto 2018, Classic Shell ha cambiato proprietà e viene rinominato in Open Shell, con il numero di versione 4.4.131. L'ultima versione 4.4.191 è compatibile con Windows 10 e Windows 11

## Componenti
Il software è confezionato come una suite di tre componenti, tutti opzionali e indipendenti l'uno dall'altro:
- Menu di avvio classico: una reimplementazione del menu di avvio, che replica le funzionalità di diverse generazioni di Windows
- Explorer classico: un componente aggiuntivo per Esplora file / Windows, che ripristina e estende le funzionalità presenti in varie versioni di Windows
- Classic IE: un componente aggiuntivo per Internet Explorer 9 e versioni successive, ripristina il titolo della pagina Web nella barra del titolo della finestra e vari dettagli nella barra di stato.

Classic Shell è programmata in C++. Sebbene modifichi i comportamenti di Windows, non modifica le impostazioni del registro e non sostituisce o corregge i file di sistema: tutte le modifiche vengono eseguite utilizzando le API di Windows.

## Funzionalità

### Modifica a "Start"
Il menu Start del software sostituisce il menu Start di Windows.

#### Funzionalità iniziali
- Personalizzazione dell'aspetto del pulsante Start e del menu Start, nonché le voci di menu e sottomenu
- Visualizzazione delle app recenti o utilizzate più di frequente
- Sostituzione del menu di avvio su Windows 10
- Visualizzazione dei documenti aperti di recente, con ordinamento, jumplist e appuntamenti
- Evidenziazione dei programmi appena installati
- Separazione delle app desktop tradizionali dalle app della piattaforma Windows universale
- Ordinamento dei menu in ordine alfabetico, per data o ordine personalizzato con il trascinamento della selezione
- Integrazione di Windows Search
- Personalizzazione impostazioni (ritardo di apertura del menu, tempistica della descrizione comandi, stile della colonna del sottomenu, larghezza del menu, dimensione dell'icona, animazione, velocità di scorrimento, smussatura dei caratteri, ecc.)
- Skinning per personalizzare più completamente l'aspetto[11]
- Aumento delle icone e dello sfondo del menu a risoluzioni e/o densità di pixel (PPI)

#### Nuove funzionalità
- Visualizzazione del menu accanto alla barra delle applicazioni quando è verticale
- Supporto multi-monitor
- Avvio di più programmi contemporaneamente
- Modifica dello spegnimento
- Avvio universale delle app
- Espansione di qualsiasi cartella di file come menu a cascata e scorciatoie da tastiera aggiuntive.
- La casella di ricerca può cercare il percorso del sistema, mostrare corrispondenze parziali e mostrare tutti i risultati all'interno del menu.
- Il menu Start classico può anche modificare le nuove funzionalità dell'interfaccia utente di Windows 8, come gli hot corner solo sul desktop, senza disabilitarli all'interno delle app universali.

### Modifica a Explorer
Classic Explorer è un componente aggiuntivo di Esplora file di Windows, implementato varie estensioni. Non sostituisce EXPLORER.EXE. 

#### Funzionalità
- Una barra degli strumenti che può includere comandi integrati, comandi personalizzati o menu a discesa per cartelle arbitrarie.
- Personalizzazione del comportamento e dell'aspetto del riquadro di navigazione della cartella sinistra, incluso se le cartelle si espandono con un solo clic o doppio clic, linee di collegamento, indicatori di sottocartella, barra di scorrimento orizzontale, spaziatura degli elementi dell'albero e scorciatoie da tastiera
- La barra breadcrumb può essere sostituita con una barra degli indirizzi tradizionale e il menu a discesa associato può essere modificato per mostrare il percorso gerarchico anziché la cronologia delle cartelle recenti
- Ordine delle intestazioni in tutte le viste
- Aggiunta dell'icona di sovrapposizione per condivisioni di rete
- La barra di stato può mostrare spazio libero su disco, dimensione totale della cartella corrente
- Descrizione comando dell'articolo selezionato
- Aggiunta del pulsante di navigazione della cartella "Su"[12]
- Visualizzazione della cartella corrente nella didascalia della barra del titolo
- La finestra di avanzamento della copia può essere espansa automaticamente per mostrare maggiori dettagli
- Sostituzione della finestra di dialogo sul conflitto di copia con una come Windows XP